# Yves Amu Klein
Yves Amu Klein, né à Nice le 6 août 1962, est un artiste installé près de Phoenix, en Arizona (États-Unis).

## Biographie
Il est le fils de la peintre et sculpteur Rotraut, et du peintre Yves Klein,.

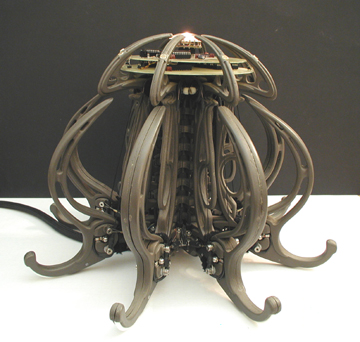
Octofungi, AI « Livings Sculpture" : A robotic artwork driven by memory shape alloyed (MSA) with an emulated neural network for « brain". By Yves Amu Klein 1996.

Jusqu'à l'âge de 5 ans il vit à Paris puis il part avec sa famille pour Ibiza, dans les îles Baléares, (Espagne),. Il revient à Paris à l'âge de 12 ans. Il y fait ses études secondaires, puis il y approfondit à l'université la connaissance de l'architecture, du design et de la cybernétique. À 21 ans, service national accompli, il s'installe aux États-Unis, au Colorado puis à Phoenix, en Arizona, où il épouse Kathy Papciak dont il a eu une fille, Joseffa, et dont il est aujourd'hui divorcé. Il poursuit des études d'informatique et d'art à l'Université d'État de l'Arizona (Arizona State University) dont il sort avec le diplôme de Bachelor of Fine Arts en Sculpture[source insuffisante].
Passionné par les sculptures robotisées, « la sculpture vivante »[réf. nécessaire], il a créé des œuvres comme Pod et Octofungi, produits de l'intelligence artificielle qui réagissent aux modifications de l'environnement,,,.
Il a mis au point successivement d'autres créations : « Bella » ; « Lumedusa » ; « Ca I »,« Ca II »,« Ca III » ; « Octofungi »,« Lumabloom » ; « Wallflower »,« Terrajaw »,« Pods » ; « Cello » ; « Arius » ou « Space Ribbon". Yves Amu Klein veut une interaction entre la sculpture et son public et tente de développer une forme d'art « autonome",.
Yves Amu Klein dirige la Fondation Living Sculpture, et est aussi président directeur général de « Lorax Works »,société qui conçoit et fabrique des micro-contrôleurs et des accessoires pour la communauté des passionnés de la robotique.

## La Fondation Living Sculpture
La fondation Living Sculpture examine les organismes vivants sous tous les angles, et essaie de trouver une représentation alternative de leur contrepartie naturelle, afin de démontrer ou d'extraire l'aspect fondamental de la vie. Living Sculpture a un institut de recherche qui se trouve à Scottsdale (Arizona).

## Publications
- Scottsdale Museum of Contemporary Art website, 2007
- Area revues, no 11, Spring / printemps, 2006[14]
- Genevrier-Tausti, Terhi. “Vivant, l’art” Area Revue, (Spring, 2006).
- Lacy, Sherri. “Sculpture, fiber art at PCC”, Caliente (February, 2006).
- Stewart, Albert. “Yves Amu Klein and Coral Turner”. Louis Carlos Bernal Gallery, director, 2006.
- Whitelaw, Mitchell. “Metacreation Art and Artificial Life”, The MIT Press 2004[15].
- Valenta, Reinhard. Bauer, Barbara. Stockmeier, Johannes. “Dialoge”, Helmut Angles Verlag, 2003.
- Wilson, Stephen. “Information Arts”, The MIT Press, 2002[16].
- Cheng, Scarlet. “Showing Locally, Thinking Globally”. L.A. Times 2001.
- Lecturer. “Living Sculpture.” Arizona State University, Arizona, United States, 2000.
- Kish, Matt. “Sculptor Klein really makes his art come alive - really”, The Arizona Republic, 2000.
- Ribettes, Jean-Michel. “L’Œil hors série, Machin/Machines”, Publications Artistiques Françaises, 2000.
- R&D. “Octofungi.” Discover (September, 1999).
- Rato, Vanessa. “Sabe o que é um octofungi? Quinta-Feira, 1999.
- Panelist. “Living Sculpture.” Conference for the Festival Atlantico, Lisboa, Portugal, 1999.
- Dr Bakali. “Deste lado do Atlantico”, Blitz, 1999.
- Panelist. “ Living Sculpture.” IEEE International Conference on Robotics and Automation, Michigan, United States, 1999.
- Klein, Yves. “Living Sculpture.” Digital Salon (volume 31, Number 5). Leonardo-Journal of the International Society for the Arts, Sciences and Technology. MIT Press, 1998[17].
- Nuridsany, Michel. FIAC : le calme plat… Air de Paris crée la surprise en montrant des œuvres d’Yves Klein, mais Yves Klein junior….Le Figaro (October, 1996).
- Chaubin, Frederic. “artist Yves Klein Jr. explores RObOT-animaL interactions. artificial and 'natural intelligence’.” Citizen K (Fall, 1996).
- P.M.B. “Octofungi.” Abendzeitung (April, 1996)
- Roseman, Kristin. “All About Yves : A Look in Darwin’s Kitchen.” Java (January, 1996).
- McNear, Clay. “Octofungi.” Phoenix New Times (January 4-10, 1996).
- Blain, Françoise-aline. Mongin, Flore. “Quoi de neuf : Neurosculpture”, Nova Magazine, no 21, (September, 1996).